# Alhambra Valley, California
Alhambra Valley, California (енгл. Alhambra Valley) насељено је место без административног статуса у америчкој савезној држави Калифорнија.

## Демографија
По попису из 2010. године број становника је 924.
| Група             | 2000.    | 2010.       |
| Белци             | 0 (0,0%) | 780 (84,4%) |
| Афроамериканци    | 0 (0,0%) | 3 (0,3%)    |
| Азијати           | 0 (0,0%) | 42 (4,5%)   |
| Хиспаноамериканци | 0 (0,0%) | 81 (8,8%)   |
| Укупно            | 0        | 924         |